# Periquito andí
El periquito andí (Bolborhynchus orbygnesius) és una espècie d'ocell de la família dels psitàcids que habita zones de matoll dels Andes del Perú i oest de Bolívia.